# Bahnradsport-Weltmeisterschaften 1926
Die Bahnradsport-Weltmeisterschaften 1926 fanden vom 24. Juli bis 1. August 1926 in Mailand und Turin statt. Die Fliegerwettbewerbe wurden auf der 364 Meter langen Mailänder „Simplonbahn“ ausgetragen, die Steherrennen auf dem 400 Meter langen „Moto-Velodrom Appio“ in Turin.
Für die Profi-Fliegerrennen hatten 17 Fahrer aus acht Nationen, für die Amateur-Rennen 40 Fahrer aus zwölf Nationen gemeldet. Bei den Vorläufen herrschte eine derartige Hitze, dass die Rennen auf abends 21 Uhr verschoben werden mussten. Der Illustrierte Radrenn-Sport bemängelte zudem den „Chauvinismus und die Parteilichkeit der italienischen Schiedsrichter“. Der Reporter vor Ort war davon überzeugt, dass das frühe Ausscheiden der deutschen Fahrer auf diese Parteilichkeit zurückzuführen gewesen sei, und das, obwohl der Vertreter des Bundes Deutscher Radfahrer, Heinrich Stevens, „den Gottesdienst im Mailänder Dom besucht und inbrünstig um einen deutschen Erfolg“ gebetet sowie „auf den Ochsen des Mosaik-Fußbodens der Mailänder Passagen“ getreten hatte, „was bekanntlich Glück bringen soll, aber es half alles nichts“.
Aber auch das Verhalten der Fahrer wurde bemängelt: Moeskops schwenkte bei der Begrüßungsrunde der Nationen statt eines niederländischen Wimpels ein schmutziges Handtuch. Als der niederländische Delegierte versuchte, ihm das Handtuch zu entreißen, empfing er Boxhiebe von Moeskops. Und Klaas van Nek wollte auf einen deutschen Delegierten losgehen, den er nicht leiden konnte. Fazit: 

„Bei keiner Weltmeisterschaft ist bisher so viel zu kritisieren gewesen, wie diesmal in Italien!“

## Resultate der Berufsfahrer
| Disziplin                 | Platz | Land               | Athlet                        |
| ------------------------- | ----- | ------------------ | ----------------------------- |
| Fliegerrennen über 1000 m | 1     | Niederlande        | Piet Moeskops                 |
|                           | 2     | Königreich Italien | Cesare Moretti sr.            |
|                           | 3     | Frankreich         | Lucien Michard                |
| Steherrennen über 100 km  | 1     | Belgien            | Victor Linart                 |
|                           | 2     | Frankreich         | Gustave Ganay/Ernest Pasquier |
|                           | 3     | Schweiz            | Paul Suter                    |

## Resultate der Amateure
| Disziplin                 | Platz | Land               | Athlet            |
| ------------------------- | ----- | ------------------ | ----------------- |
| Fliegerrennen über 1000 m | 1     | Königreich Italien | Avanti Martinetti |
|                           | 2     | Frankreich         | Léon Galvaing     |
|                           | 3     | Niederlande        | Antoine Mazairac  |